# أنديكايي (آبجدان)
أنديكايي (بالفارسية: اندیکایی) هي قرية تقع في إيران في محافظة خوزستان. يقدر عدد سكانها بـ 228 نسمة بحسب إحصاء 2016.